# Α-トコフェリルリン酸ナトリウム
α-トコフェリルリン酸ナトリウム（アルファトコフェリルリンさんナトリウム、Sodium dl-a-Tocopheryl Phosphate）とは、ビタミンE（α-トコフェロール）のヒドロキシ基をリン酸化して水溶性を持たせた誘導体。主に化粧品の原料に使用される。2004年6月に薬事法上の医薬部外品主剤として厚生労働省より認可された。
水に溶けないトコフェロールに親水基を結合させて水溶性の性質を付加したもの。トコフェロール（α-トコフェロール）は、優れた抗酸化・抗炎症作用を持つが、水に溶けにくい上、水中で不安定なため分解しやすく、化粧水や美容液に高濃度で配合することが困難であった。この欠点をα-トコフェリルリン酸ナトリウムは改善しており、化学的に安定化させ化粧品への高濃度配合を可能とした。水に可溶で、ゲル化しジェル基材としても利用される。
遊離脂肪酸や過酸化脂質による細胞膜の破壊が、ビタミンEの抗酸化作用によって防御されることで老化や炎症を抑制すると考えられる。
ランダム化比較試験では、ニキビの炎症後の紅斑に「著明有効または有効」とされたのは、α-トコフェリルリン酸ナトリウムで14人/19人中、偽薬では6人/17人中、炎症後色素沈着ではそれぞれ10人/19人中、4人/17人中であった。